# Cradle-Mountain-Lake-St.-Clair-Nationalpark
Der Cradle-Mountain-Lake-St.-Clair-Nationalpark (engl. Cradle Mountain-Lake St Clair National Park) ist ein Nationalpark im Zentrum des australischen Bundesstaates Tasmanien.
Der Park hat eine Größe von etwa 1612 km² und ist Teil des UNESCO-Welterbes Tasmanische Wildnis. Um die Bewahrung seiner unberührten Landschaft hat sich der gebürtige Österreicher Gustav Weindorfer verdient gemacht. Durch seine Bemühungen wurde bereits am 16. Mai 1922 ein Nationalpark gegründet.
Der Zugang von Süden aus ist der Lyell Highway über die Derwent Bridge. Der Zugang von Norden aus erfolgt durch das Cradle Valley über Sheffield, Wilmot oder Mole Creek.

## Landschaftsbild
Der Nationalpark liegt im zentralen tasmanischen Hochland. In ihm finden sich zahlreiche Bergseen, Wasserfälle, Schluchten, Gebirgsketten und unter anderem der höchste Berg Tasmaniens, der 1.617 m hohe Mount Ossa und der bei Wanderern und Bergsteigern beliebte 1216 m hohe Artillery Knob. In den niedrigeren Lagen gibt es größere Waldbestände. Es lassen sich vier Regionen unterschiedlicher Ausprägung unterscheiden: Die Cradle-Mountain-Region mit Mooren, Schluchten und Tälern, die Pelion Range, eine Ebene, die zerklüftete Du Cane Range und schließlich die Lake-St.-Clair-Region, deren Höhepunkt der Lake St. Clair ist.

## Pflanzenwelt
Aufgrund der Vielgestaltigkeit der Landschaft umfasst die Vegetation ein facettenreiches und reizvolles Mosaik von Vegetationsgesellschaften mit einer Spannweite von Regenwäldern bis zu Grasländern.
In der Cradle Mountain Region gibt es Moor- und Heidegebiete, die weite Teile des Parks bedecken.
In den Wäldern wiederum finden sich altertümliche Pflanzenarten, deren Besiedlungsgeschichte bis auf Gondwana zurückzuverfolgen ist. Hierzu gehören langlebige Nadelgehölze wie die Sichelförmige Schuppenfichte (Athrotaxis selaginoides), die Zypressenähnliche Schuppenfichte (Athrotaxis cupressoides) sowie die Hybride der Schuppenfichtenarten Athrotaxis × laxifolia und die Tasmanische Blatteibe Phyllocladus aspleniifolius.
Weitere bemerkenswerte Pflanzenarten sind das Cunoniagewächs Bauera rubioides, die Winteracee Tasmannia lanceolata, die Schusspflanze (Stylidium graminifolium) und die Südbuchen (Nothofagus gunnii und Nothofagus cunninghamii).

## Tierwelt
Der Beutelwolf, der einst im Parkgebiet vorkam, ist ausgestorben. Im Nationalpark kommen allerdings der größte, noch lebende Raubbeutler, der Beutelteufel, sowie zwei geringfügig kleinere Raubbeutler, der Riesenbeutelmarder und der Tüpfelbeutelmarder vor. Andere bemerkenswerte Tiere des Gebietes sind das Schnabeltier und der Kurzschnabeligel.
Außerdem wurden folgende in Tasmanien endemisch vorkommende Vogelarten im Park festgestellt: die Südseegrasmückenarten Acanthiza ewingii und Acanthornis magnus, der Tasmanschnäpper, der Starkschnabel-Honigschmecker, der Gelblappen- und der Gelbkehl-Honigfresser, die Tasman-Würgerkrähe, der Gelbbauchsittich und das Tasmanische Pfuhlhuhn. Man trifft aber auch auf aus Europa eingeführte Arten wie Amsel, Stieglitz und Star.

## Tourismus
Der bekannteste Wanderweg Australiens ist der 85 km lange Overland Track, der das Cradle Valley am Nordende des Parks mit dem Lake St. Clair am Südende verbindet. Die Wanderroute führt durch das tasmanische Hochland, vorbei an Tasmaniens höchstem Berg, dem Mount Ossa (1617 m) und anderen beeindruckenden Bergen wie dem Cradle Mountain. Je nach Ausrüstung und Wetterlage ist der Track in etwa fünf bis sieben Tagen zu bewältigen. Seit 2005 muss man sich zu gewissen Jahreszeiten für den Wanderweg anmelden. Daneben gibt es zahlreiche kürzere Wanderwege.
In Cradle Valley befindet sich ein Besucherzentrum, das Informationen über das Gebiet anbietet. Im Park befinden sich auch verschiedene Campingmöglichkeiten.

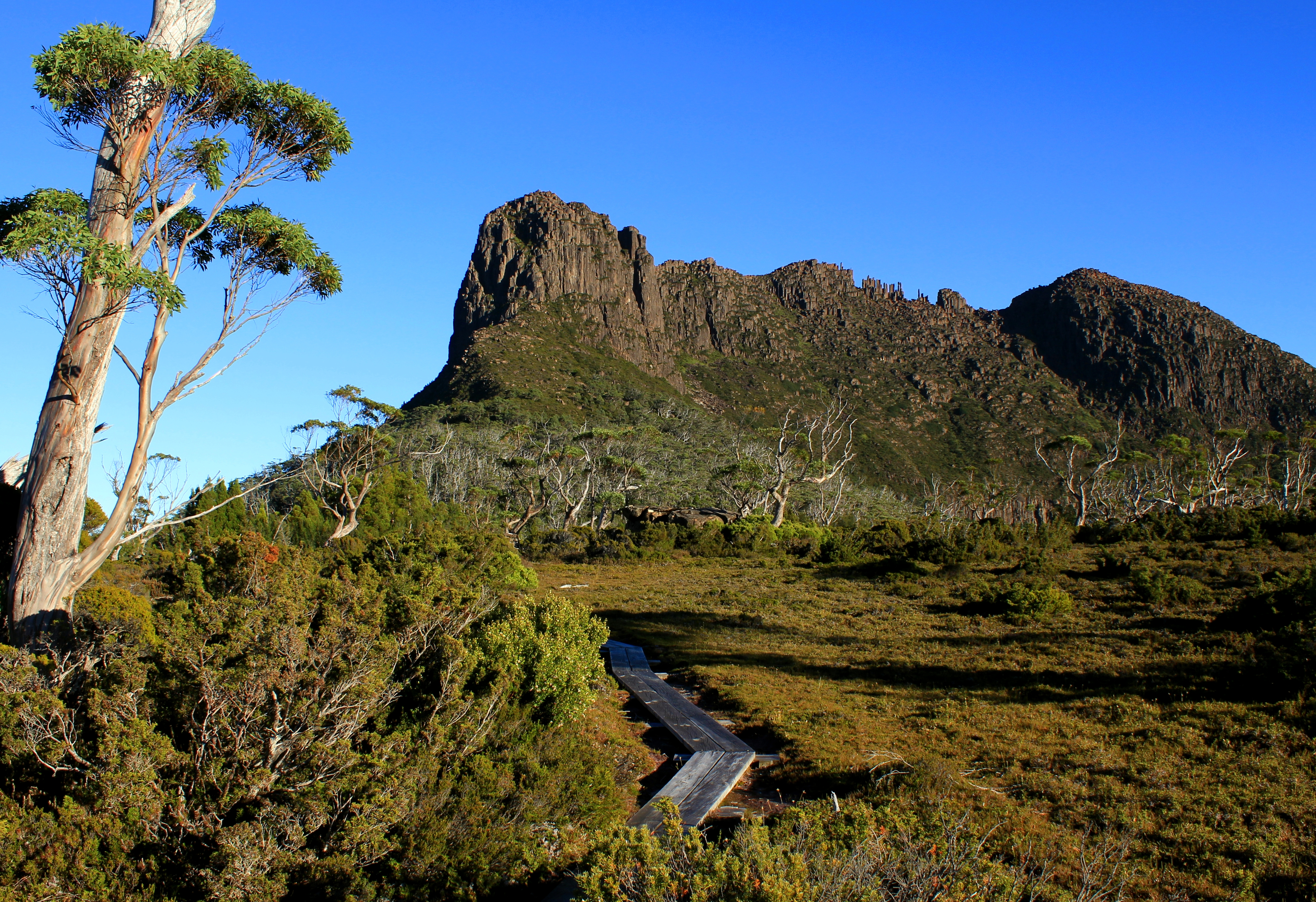
Die Südflanke der Akropolis, eine Felsformation des Parks
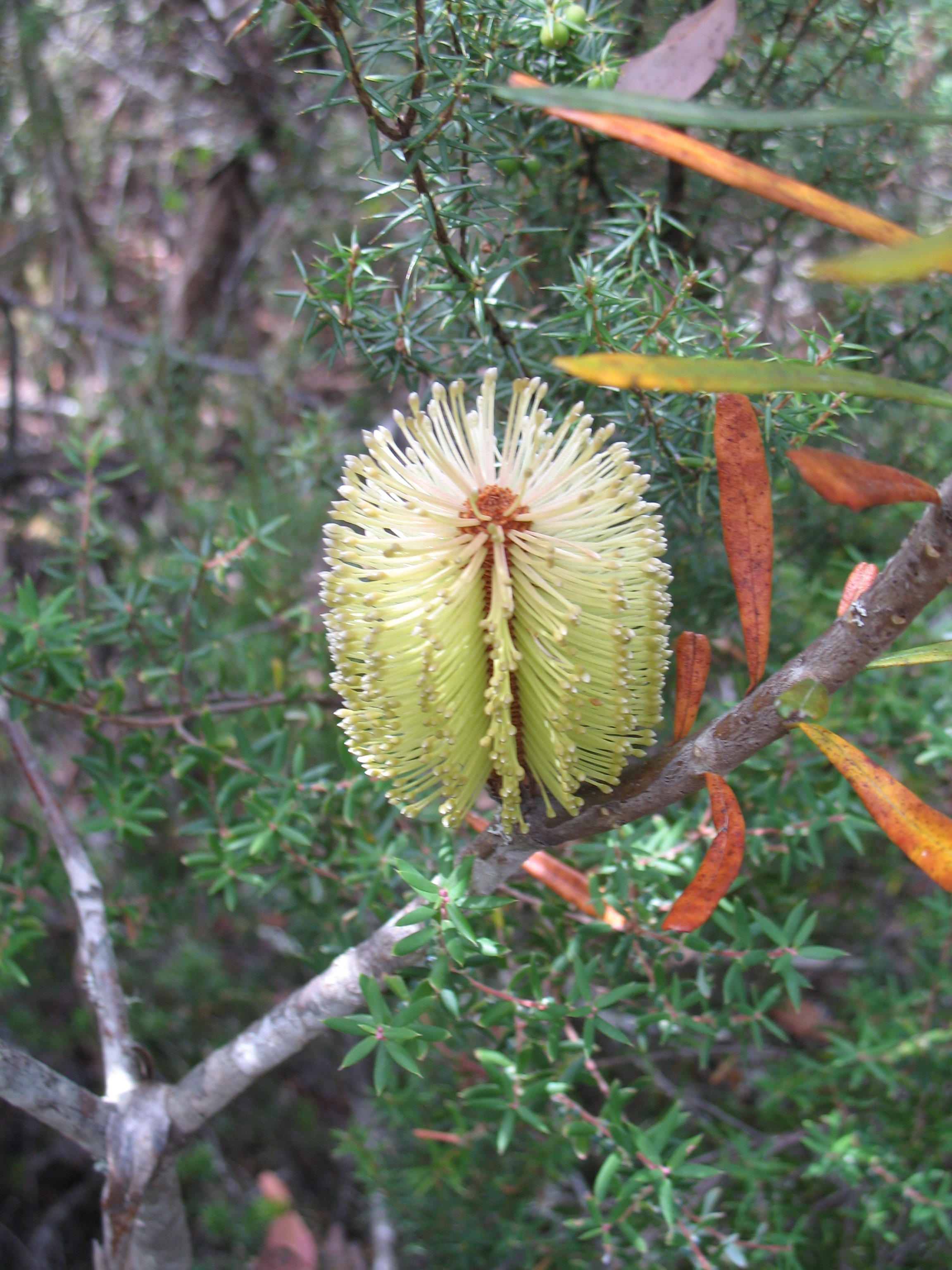
Pflanzenblüten im Park
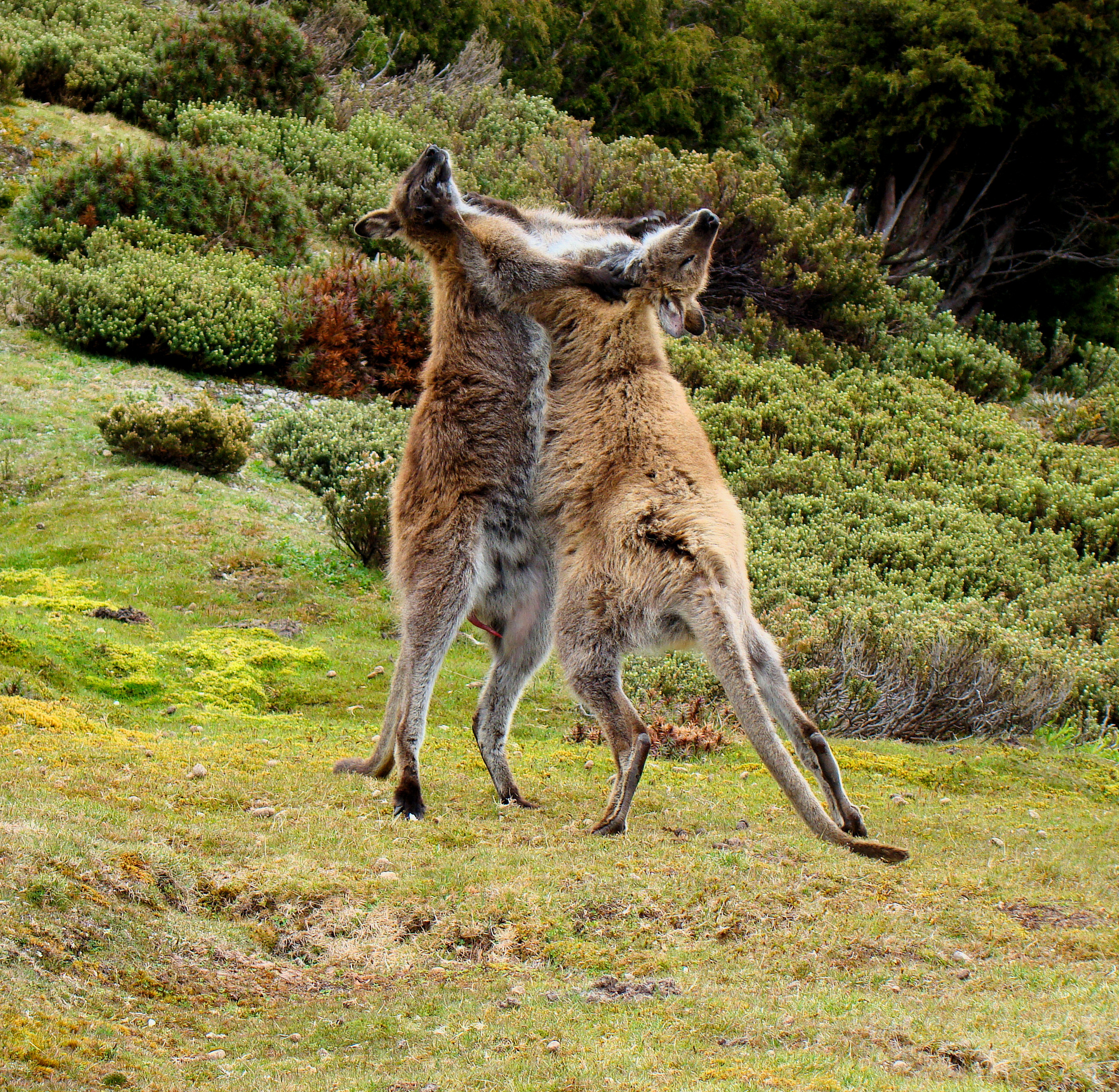
Zwei Rotnackenwallabies beim Kampf
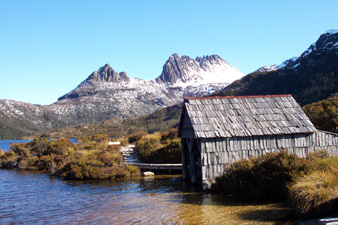
Dove Lake im Park
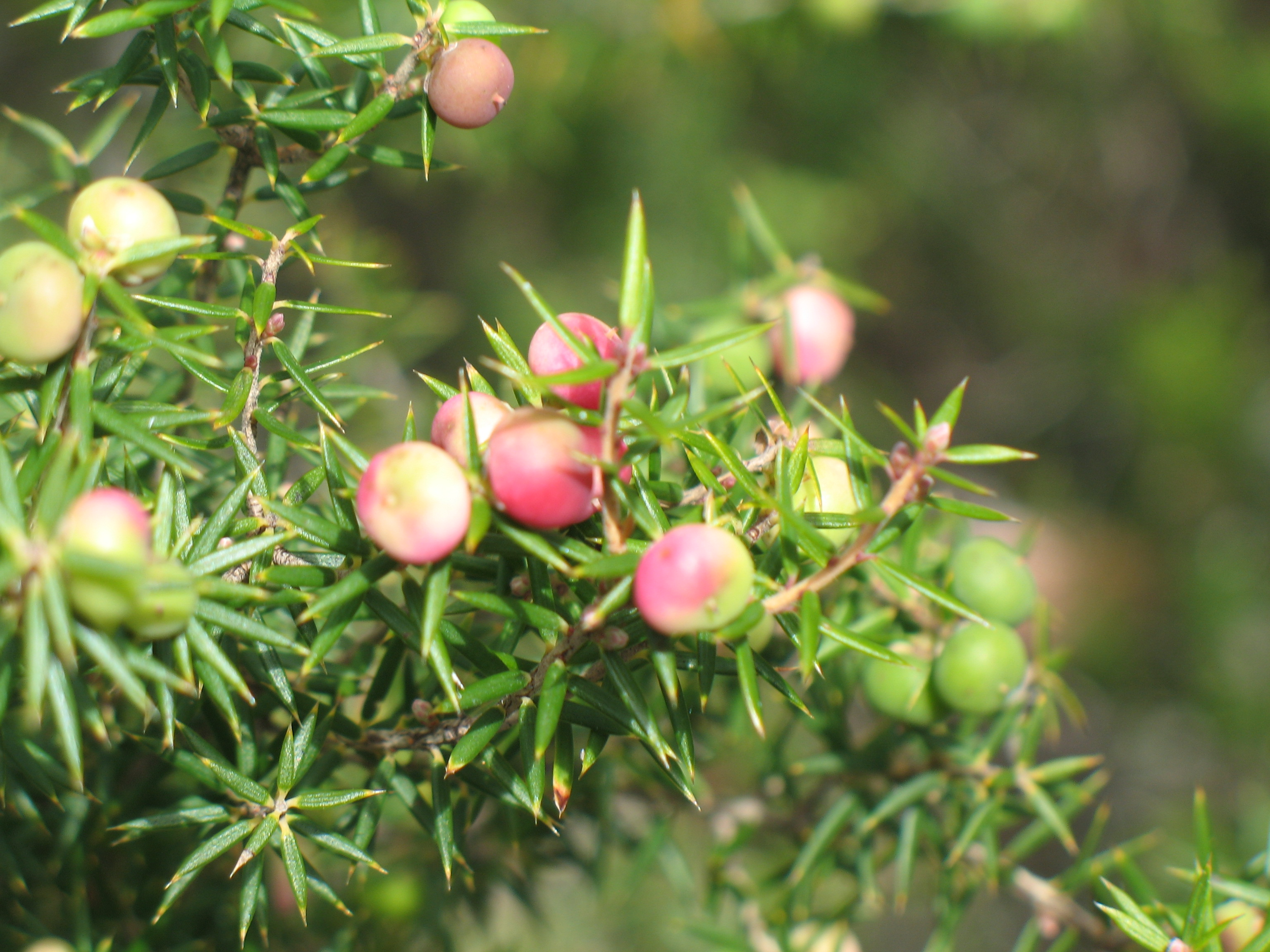
Pflanzenfrüchte im Park
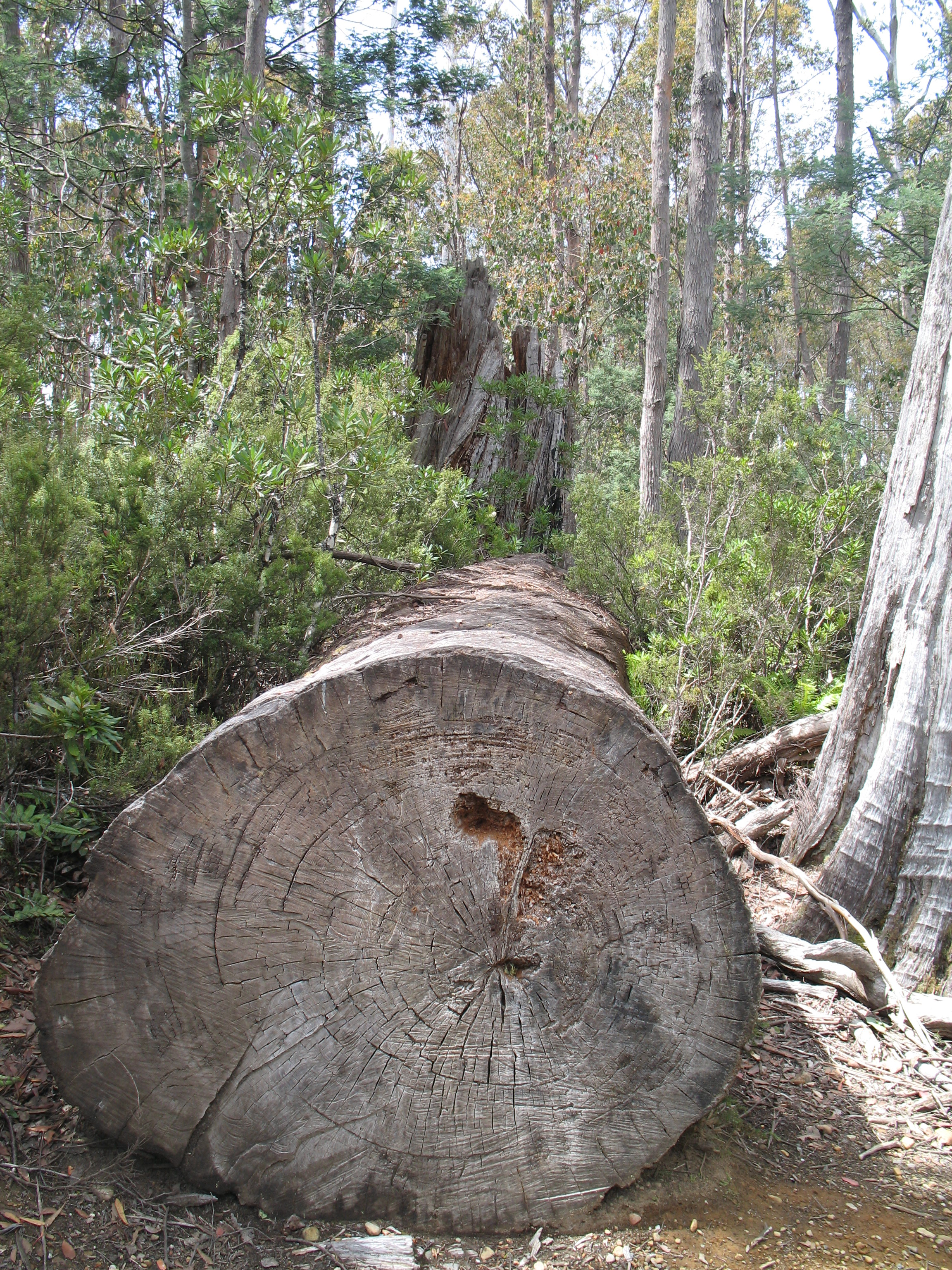
Ein gefällter Baum im Park
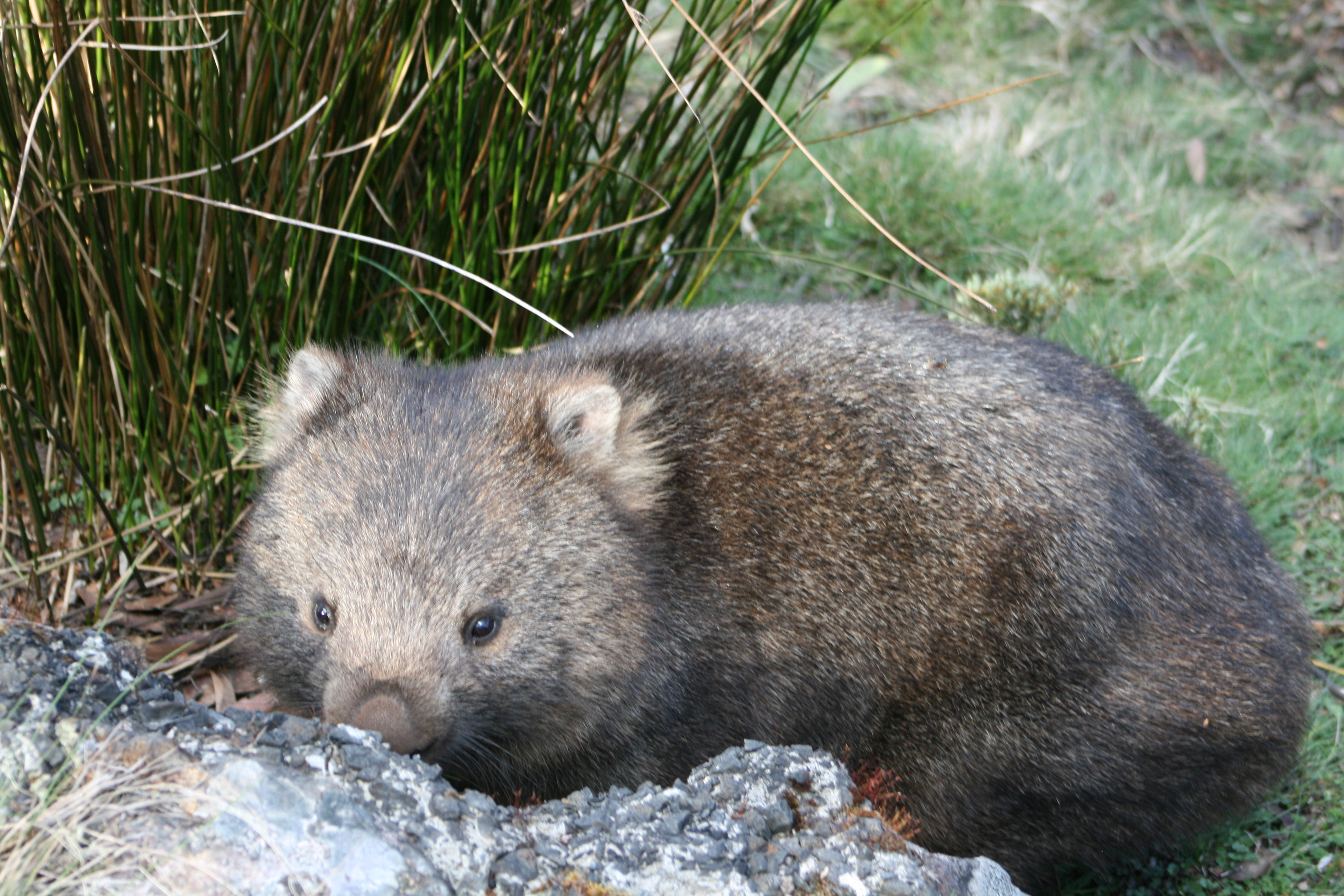
Nacktnasenwombat im Nationalpark